# 新田靖成
新田 靖成（にった やすなり）は、日本のアニメーター、キャラクターデザイナー。鳥取県出身。東京アニメーター学院卒。
ゼクシズ所属。かつてはスタジオぴえろに所属していた。

## 参加作品

### テレビアニメ
1990年
- 雲のように風のように（動画）

1992年
- 幽☆遊☆白書（-1995年、原画）

1995年
- NINKU -忍空-（-1996年、原画）

1997年
- はいぱーぽりす（原画、作画監督）
- 烈火の炎（原画）

1998年
- 魔法のステージファンシーララ（原画）
- TRIGUN（原画）

1999年
- スーパードール★リカちゃん（作画監督）
- 天使になるもんっ!（原画）
- セラフィムコール（原画）
- カードキャプターさくら（原画）
- 宇宙海賊ミトの大冒険（原画）

2000年
- ブギーポップは笑わない Boogiepop Phantom（原画）
- OH!スーパーミルクチャン（原画）
- へろへろくん（作画監督）
- HAND MAID メイ（原画）
- 闇の末裔（原画）
- ヴァンドレッド（原画）

2001年
- シスター♥プリンセス（キャラクターデザイン、作画監督）

2002年
- 七人のナナ（OP原画）
- ギャラクシーエンジェルZ（原画）
- ぴたテン（OP原画）
- シスター・プリンセス RePure（キャラクターデザイン、作画監督）※ストーリーズパート
- わがまま☆フェアリー ミルモでポン!（OP・ED原画）
- 藍より青し（原画）
- 円盤皇女ワるきゅーレ（原画）
- あずまんが大王（OP原画）

2003年
- MOUSE（OP原画）
- キノの旅 -the Beautiful World-（OP・ED原画）
- 住めば都のコスモス荘 すっとこ大戦ドッコイダー（原画）
- まぶらほ（-2004年、キャラクターデザイン、総作画監督）

2004年
- 忘却の旋律（OP原画）
- W〜ウィッシュ〜（キャラクターデザイン、総作画監督）

2005年
- ゾイドジェネシス（OP原画）
- はっぴぃセブン 〜ざ・テレビまんが〜（OP原画）
- D.C.S.S. 〜ダ・カーポ セカンドシーズン〜（ED原画）
- Canvas2 〜虹色のスケッチ〜（-2006年、キャラクターデザイン、OP作監、ED作画、アイキャッチイラスト）

2006年
- 護くんに女神の祝福を!（-2007年、ビジュアルディレクター、ED原画）

2007年
- 風のスティグマ（キャラクターデザイン）
- ムシウタ（総作画監督、作画監督）
- ななついろ★ドロップス（作画監督）

2008年
- 我が家のお稲荷さま。（キャラクターデザイン、総作画監督、OP・ED作画監督→OP・ED総作画監督）

2009年
- 鋼殻のレギオス（助監督、絵コンテ、演出）
- うみものがたり 〜あなたがいてくれたコト〜（原画）

2010年
- おまもりひまり（演出、作画監督補佐、原画）
- おおかみかくし（作画監督、原画）
- ちゅーぶら!!（作画監督）
- おおきく振りかぶって 〜夏の大会編〜（原画）
- FORTUNE ARTERIAL 赤い約束（助監督、絵コンテ）

2011年
- いつか天魔の黒ウサギ（絵コンテ、演出）
- ベン・トー（原画）

2012年
- パパのいうことを聞きなさい!（総作画監督）
- ゼロの使い魔F（原画）
- 好きっていいなよ。（作画監督、総作画監督補佐、原画、OP原画、レイアウト監修）
- 獣旋バトル モンスーノ（原画）

2013年
- キューティクル探偵因幡（原画、OP原画）
- 惡の華（総作画監督、作画監督）
- DIABOLIK LOVERS（作画監督、原画、OP原画）
- アウトブレイク・カンパニー（総作画監督、アイキャッチイラスト、原画）

2014年
- レディ ジュエルペット（ED原画、変身作画）
- マンガ家さんとアシスタントさんと（OP原画）
- 妖怪ウォッチ（原画）
- 少年ハリウッド -HOLLY STAGE FOR 49-（作画監督、原画）

2016年
- ハルチカ 〜ハルタとチカは青春する〜（作画監督）
- 鬼斬（絵コンテ）
- 舟を編む（キーアニメーター、作画監督、原画）

2017年
- 月がきれい（総作画監督）

2018年
- 鹿楓堂よついろ日和（絵コンテ、演出）
- 深夜!天才バカボン（原画）
- 俺が好きなのは妹だけど妹じゃない（次回予告イラスト）
- ソラとウミのアイダ（作画監督）

2020年
- シャドウバース（サブキャラクターデザイン、作画監督）

2022年
- シャドウバースF（サブキャラクターデザイン）

### 劇場アニメ
1994年
- 幽☆遊☆白書 冥界死闘篇 炎の絆（原画）

1999年
- スライム冒険記 ～海だ、イエー～（原画）

2000年
- 劇場版おジャ魔女どれみ#（原画）
- デジモンアドベンチャー02 前編・デジモンハリケーン上陸!!／後編・超絶進化!!黄金のデジメンタル（作画監督補佐）

2001年
- WXIII 機動警察パトレイバー（原画）

2002年
- ONE PIECE 珍獣島のチョッパー王国（原画）

2003年
- ONE PIECE THE MOVIE デッドエンドの冒険（原画）

2011年
- 劇場版 魔法先生ネギま! ANIME FINAL（原画）

2013年
- アルヴ・レズル -機械仕掛けの妖精たち-（若手原画指導）

2015年
- 映画 妖怪ウォッチ エンマ大王と5つの物語だニャン!（原画）

### OVA
1993年
- 今日から俺は!!（原画）

1999年
- メルティランサー The Animation（原画）

2000年
- エクスドライバー（原画）

2002年
- 遙かなる時空の中で-紫陽花ゆめ語り-（原画）

2004年
- 夏色の砂時計（キャラクターデザイン）

2018年
- あさがおと加瀬さん。（演出、作画監督）

### Webアニメ
2002年
- サイキックアカデミー煌羅万象（原画、OP原画）